# Uthai Thani (província)
Uthai Thani é uma província da Tailândia. Sua capital é a cidade de Uthai Thani.

## Distritos
A província está subdividida em 8 distritos (amphoes). Os distritos estão por sua vez divididos em 70 comunas (tambons) e estas em 589 povoados (moobans).
| 1. Mueang Uthai Thani 2. Thap Than 3. Sawang Arom 4. Nong Chang | 1. Nong Khayang 2. Ban Rai 3. Lan Sak 4. Huai Khot |

|  |